# Moord op Felix Guljé
De moord op Felix Guljé vond plaats op vrijdag 1 maart 1946 in Leiden, Nederland. Guljé werd neergeschoten bij de voordeur van zijn woning. Lang bleef onduidelijk wie verantwoordelijk was voor de aanslag. In 2011 bekende de toen 96-jarige Atie Ridder-Visser dat zij de ingenieur destijds had gedood, omdat hij verdacht werd van collaboratie met het Duits bestuur in Nederland tijdens de Tweede Wereldoorlog.

## Achtergrond
Felix Hendrik Eugène Guljé (geboren te Den Haag in 1893) was een werktuigbouwkundig ingenieur, die na zijn studie aan de Technische Hogeschool Delft werkzaam was bij de Hollandsche Constructie Werkplaatsen (HCW) in Leiden. Na de functie van hoofdingenieur te hebben vervuld was hij directeur. Verder bekleedde hij diverse bestuurlijke functies. Hij was ondervoorzitter van de afdeling Grootbedrijf van de Kamer van Koophandel en landelijk voorzitter van de Algemene Katholieke Werkgeversvereniging. Toen deze tijdens de oorlog verboden werd, bleef hij deze organisatie vanuit de illegaliteit leiden.
Na de Tweede Wereldoorlog werd hij op grond van zijn functie bij de HCW verdacht van economische collaboratie. Hij werd in mei 1945 geschorst, zat van augustus tot oktober 1945 gevangen en stond vervolgens onder huisarrest. Het onderzoek van mei 1945 tot januari 1947 naar Guljé en een ander HCW-directielid is geseponeerd na de dood van Guljé. Volgens de rechtshistoricus Joggli Meihuizen is er geen sprake geweest van vrijspraak maar moest de zaak tegen Guljé wegens diens dood worden geseponeerd. Verder heeft Meihuizen geen bewijs gevonden dat Guljé onderduikers in huis heeft gehad: "Hij heeft wel de Joodse onderduikers van zijn overburen van voedsel voorzien en de toezegging gedaan dat, mocht de nood aan de man zijn, ze bij hem terechtkonden. Zover is het echter voor zover ik kan nagaan, nooit gekomen."

## Aanslag
Op 1 maart 1946 werd 's avonds omstreeks tien uur aangebeld bij de woning van Guljé aan de Van Slingelandtlaan in Leiden. Zijn echtgenote trof een ongeveer veertigjarige vrouw aan de voordeur, die erop stond persoonlijk een brief te overhandigen aan Guljé. Even later hoorde mevrouw Guljé een schot, waarna ze haar man neergeschoten vond in de gang. Guljé overleed kort daarna.
In de media werd gesuggereerd dat het schot mogelijk door een tweede persoon was gelost. Hiervoor waren echter geen getuigen. Kort na de aanslag zou een rode auto met hoge snelheid zijn weggereden. Algemeen werd aangenomen dat de moord een afrekening was in verband met de beschuldigingen van collaboratie.
De aanslag kreeg veel aandacht van de media en werd alom afgekeurd. Enkele dagen na de moord brachten minister-president Schermerhorn en minister van Justitie Kolfschoten een condoléancebezoek aan het gezin Guljé. Op 6 maart 1946 vond in Oegstgeest onder grote belangstelling de uitvaart plaats. Tijdens de dienst werd gesproken door onder meer politicus en verzetsman Jaap le Poole, die memoreerde dat Guljé hem tijdens de oorlog had geholpen met verzetsactiviteiten en dat hij korte tijd ondergedoken had gezeten bij de familie Guljé.

## Onderzoek
De politie vond geen aanknopingspunten die hadden kunnen leiden tot een oplossing van de zaak. Enkele maanden na de moord werd het onderzoek op een laag pitje gezet. In 1948 werd het definitief gestaakt. De onopgeloste zaak bleef de gemoederen echter bezighouden. In 1998 kon uit een antwoord van minister Benk Korthals op Kamervragen worden opgemaakt dat het onderzoeksdossier zoekgeraakt en vermoedelijk vernietigd was.
In juli 1999 dook het dossier alsnog op bij een inventarisatie van het politie-archief in het Leidse Gemeentearchief. Volgens Eugène Guljé (1925-2008), een zoon van Felix Guljé, bleek uit het dossier een geringe vasthoudendheid van de Leidse politie. Uit het dossier bleek dat er een verdenking was geweest tegen de ondercommandant van de Doelenkazerne in Leiden, waar Guljé in 1945 gevangen had gezeten. Guljé zou een geheim rapport hebben aangelegd over misstanden in de kazerne en dit doorgespeeld hebben aan de regering. Een medeverdachte van de ondercommandant was een vrouw die kort na de moord naar Indië was geëmigreerd en nooit verder was verhoord. In 1954 was een nieuwe tip binnengekomen, die niet was onderzocht.
Kamerlid Gerritjan van Oven, die het dossier had bestudeerd, noemde het opvallend dat minister-president Schermerhorn de familie kort na de moord bezocht, terwijl Guljé op dat moment nog niet was gerehabiliteerd van de collaboratiebeschuldigingen. Hij zou kandidaat voor een ministerspost voor de KVP zijn geweest.

## Bekentenis
In januari 2011 bekende de 96-jarige Atie Ridder-Visser uit Rotterdam Felix Guljé te hebben doodgeschoten. Ze deed dit in een brief aan burgemeester Henri Lenferink van Leiden. Lenferink voerde daarop gesprekken met Ridder-Visser, nabestaanden van Guljé en andere betrokkenen. Hij stelde het Openbaar Ministerie op de hoogte en bracht op 8 juni 2011 de kwestie in de media. Volgens het Openbaar Ministerie is de moord in maart 1964 verjaard en heeft de bekentenis daarom vooral historische betekenis. De hoogbejaarde en invalide mevrouw Ridder-Visser zou niet worden vervolgd. Ze heeft in mei 2011 een ontmoeting gehad met twee kleinkinderen van Guljé.
Atie Visser was in de Tweede Wereldoorlog actief in het verzet. Zij was onder de schuilnaam 'Karin' lid van de knokploeg van verzetsstrijder Marinus Post. Ze was als lid van de naoorlogse Politieke Opsporingsdienst (POD) werkzaam geweest op de Leidse Doelenkazerne, waar Guljé in 1945 gevangen zat, maar was daar niet met hem in aanraking gekomen. In verzetskringen werd het bedrijf van Guljé verdacht van collaboratie. Het bedrijf heeft in opdracht van de Duitse bezettingsmacht de brug bij het Warmonder Tolhek in Oegstgeest hersteld. Die was eerder door het verzet vernield, om te voorkomen dat de Duitsers die brug zouden gebruiken om Leiden aan te vallen als de geallieerden zouden oprukken. Visser besloot in samenspraak met voormalig verzetsleider Dick Spoor en een medewerker van de POD tot liquidatie van Guljé, hoewel de bevrijding van Nederland al tien maanden eerder had plaatsgevonden. Nadat Spoor de lamp bij de voordeur van Guljé had losgedraaid, belde Visser aan en schoot Guljé neer. Spoor en het derde lid van het groepje stonden op dat moment verscholen. Visser emigreerde in 1947 naar Nederlands-Indië, waar ze haar man ontmoette en trouwde. Op 5 mei 1982 ontving ze in Leiden het Verzetsherdenkingskruis.
Tot haar uiteindelijke bekentenis is Ridder-Visser nooit in beeld geweest als verdachte van de moord op Guljé. Ze stelde na haar bekentenis dat zij door haar vertrek in 1947 niet op de hoogte was geweest van de aandacht die de zaak in de media had gekregen. Ze zei al die jaren nooit te hebben geweten dat Guljé actief was als verzetsstrijder en dat de beschuldigingen van collaboratie onterecht waren. Omdat zij nog steeds last had van haar geweten, schreef zij de brief. Zij gaf toe dat zij zich bij haar daad niet had laten leiden door feiten, maar door geruchten en overtuigingen. Zij gaf in een interview in Uitgesproken EO op 9 juni 2011 echter aan geen spijt te hebben. Desgevraagd zei ze ervan overtuigd te zijn dat ze goede redenen had gehad de daad te plegen. Dit leidde tot grote verontwaardiging in kringen van voormalig verzetsstrijders. Ook op 12 juni was ze weer te horen, in een persoonlijke voicemail aan het VPRO-radioprogramma OVT. Het herstel van de brug betitelde ze daarin als landverraad. In een interview dat NRC Handelsblad publiceerde op 17 juni zei Ridder-Visser dat het aanvankelijk de bedoeling was haar bekentenis aan Lenferink privé te houden, maar dat ze in haar tweede gesprek met hem akkoord ging met zijn beslissing om de zaak toch in de publiciteit te brengen.
Omdat in het Koninklijk Besluit waarin het Verzetsherdenkingskruis werd ingesteld, geen sprake is van het weer afnemen van deze decoratie, hoefde zij het kruis niet in te leveren Burgemeester Lenferink stelde in zijn verklaring van 8 juni 2011 dat naar zijn oordeel "de moord ook nu nog, na 65 jaar ten stelligste moet worden veroordeeld. Het is een geval van eigenrichting geweest en dat is op zich al niet acceptabel". Atie Ridder-Visser overleed op 20 augustus 2014, bijna een maand na haar honderdste verjaardag.

## Publicatie
- Marian Spinhoven: Niet te geloven. Ex-priester Eugène Gulje over de oorlog, moord op zijn vader, de kerk, drugs, geloof en gezin. Aspekt, Soesterberg, 2007. ISBN 9789059115712